# بوقلمون وحشی غبغب‌دار
بوقلمون وحشی غبغب‌دار (نام علمی: Aepypodius arfakianus) گونه‌ای از پرندگان خانواده پابزرگ‌مرغان (Megapodiidae) است که در گینه نو یافت می‌شود. زیستگاه‌های طبیعی آن جنگل‌های جلگه‌ای نمناک نیمه‌گرمسیری یا گرمسیری و جنگل‌های کوهستانی نمناک نیمه‌گرمسیری یا گرمسیری است.